# Triplophysa xiangxiensis
Triplophysa xiangxiensis és una espècie de peix de la família dels balitòrids i de l'ordre dels cipriniformes.

## Morfologia
- Cos de 9,9 cm de llargària maxima, de color blanquinós (incloent-hi les aletes) i amb la boca arquejada.
- El llavi superior és llis i sense incisions, mentre que l'inferior té solcs profunds.
- Absència d'ulls.
- L'intestí fa un revolt immediatament darrere de l'estómac.
- Línia lateral completa i estenent-se fins a la base de l'aleta caudal.
- Els primers radis ramificats de l'aleta pectoral són allargats i s'estenen més enllà de l'origen de l'aleta anal.
- Aleta caudal força bifurcada.
- Cambra posterior de la bufeta natatòria ben desenvolupada.[5][6][7]

## Hàbitat i distribució geogràfica
És un peix d'aigua dolça, demersal i de clima subtropical (25°N-21°N), el qual viu a la cova Feihu del riu Yuan (l'oest de Hunan, la Xina).

## Observacions
És inofensiu per als humans.